# 斯里克里克斯鎮區 (密蘇里州布恩縣)
斯里克里克斯鎮區（英語：Three Creeks Township）是位於美國密蘇里州布恩縣的一個行政鎮區。

## 地方資料
斯里克里克斯鎮區的面積為242.54平方千米，當中陸地面積為240.46平方千米，而水域面積為2.08平方千米。根據2020年美國人口普查的數據，當地共有人口5803人，而人口密度為每平方千米23.93人。